# Trần Phú, thành phố Quảng Ngãi
Trần Phú là một phường thuộc thành phố Quảng Ngãi, tỉnh Quảng Ngãi, Việt Nam.
Phường Trần Phú có diện tích 2,24 km², dân số năm 1999 là 8.510 người, mật độ dân số đạt 3.799 người/km².